# Century of Song
Century of Song ist eine Konzertreihe die von 2002 bis 2011 im Rahmen der Ruhrtriennale stattfand. Die Idee zu dieser Konzertreihe hatte Thomas Wördehoff, der damalige Chefdramaturg der Ruhrtriennale. Century of Song sollte die Geschichte des Popsongs feiern und sich der Kunst der großen Songwriter widmen. Jedes Projekt wurde exklusiv für zwei Konzerte bei Century of Song einstudiert. 

## Programm und Teilnehmer
Der amerikanische Gitarrist Bill Frisell war bis 2006 der musikalische Kurator für die englischsprachigen Projekte der Reihe. Unter seinen Gästen waren Songwriter wie bspw. Rickie Lee Jones, Suzanne Vega, Patti Smith und Elvis Costello.
Bill Frisell und seine Musiker erarbeiteten mit den eingeladenen Gästen neue Arrangements ihrer bekanntesten Lieder. Das zweite Element der amerikanischen Serie wurde durch Songs von jenen Songwritern gebildet, die den eingeladenen Stars besonders wichtig sind. Diese interpretierten sie zusammen mit Frisell und dessen Band. So spielte beispielsweise Rickie Lee Jones „You’ve Got to Hide Your Love Away“ von den Beatles.
Für den europäischen Zweig von Century of Song ordnete Mathias Rüegg, Leiter des Vienna Art Orchestra, das Programm nach thematischen Gesichtspunkten. So widmete sich z. B. der Abend „Ganz in weiss“ dem deutschen Liedgut zwischen Friedrich Hollaender und Roy Black. Dem Thema des Wienerlieds galt dagegen die Veranstaltung „Wien, Wien, nur du allein“, auf der bspw. Gerhard Bronner und Ludwig Hirsch auftraten. Manche Veranstaltungen hatten außerdem bestimmte Künstler, wie bspw. Kurt Weill oder Jacques Brel zum Thema.
Bei der Ruhrtriennale 2006 war der amerikanische Bassist und Arrangeur Greg Cohen Nachfolger von Bill Frisell als Musikdirektor von Century of Song. Cohen hat für seine sechs Konzerte Künstler wie David Byrne, Joe Henry, Holly Cole, Gianmaria Testa und Laurie Anderson eingeladen.
Parallel zur englischsprachigen Reihe fanden 2006 zwei Konzerte statt, die sich dem Thema „Schauspieler singen Songwriter“ widmeten. Gäste wie Katja Riemann, Jan Josef Liefers und Uwe Ochsenknecht erzählten bei dieser Gelegenheit ihre Biografie mit den Songs, durch die sie wesentlich geprägt wurden.
2010 kam es zu einer konzeptionellen Veränderung von Century of Song.
Der Titel blieb erhalten, aber die inhaltliche Ausrichtung rückte 
stärker an die Themenkreise der Ruhrtriennale heran. 2010 ernannte der Leiter der Ruhrtriennale 2009–2011, Willy Decker, Christoph Gurk zum neuen Kurator der Konzertreihe, bevor die 
Reihe 2011 eingestellt wurde.